# Vrigny (Loiret)
Vrigny ist eine französische Gemeinde mit 797 Einwohnern (Stand: 1. Januar 2022) im Département Loiret in der Region Centre-Val de Loire. Die Gemeinde gehört zum Arrondissement Pithiviers und zum Kanton Le Malesherbois. Die Einwohner werden Vrignois und Vrignoises genannt.

## Geographie
Vrigny liegt etwa 41 Kilometer nordöstlich von Orléans. Umgeben wird Vrigny von den Nachbargemeinden Bouzonville-aux-Bois im Norden, Bouilly-en-Gâtinais im Osten und Nordosten, Chambon-la-Forêt im Osten und Südosten, Ingrannes im Süden, Courcy-aux-Loges im Westen und Südwesten, Mareau-aux-Bois im Westen und Nordwesten sowie Laas im Nordwesten.

## Bevölkerungsentwicklung
| 1962                       | 1968 | 1975 | 1982 | 1990 | 1999 | 2006 | 2018 |
| -------------------------- | ---- | ---- | ---- | ---- | ---- | ---- | ---- |
| 433                        | 417  | 439  | 454  | 491  | 597  | 724  | 815  |
| Quellen: Cassini und INSEE |      |      |      |      |      |      |      |

## Sehenswürdigkeiten

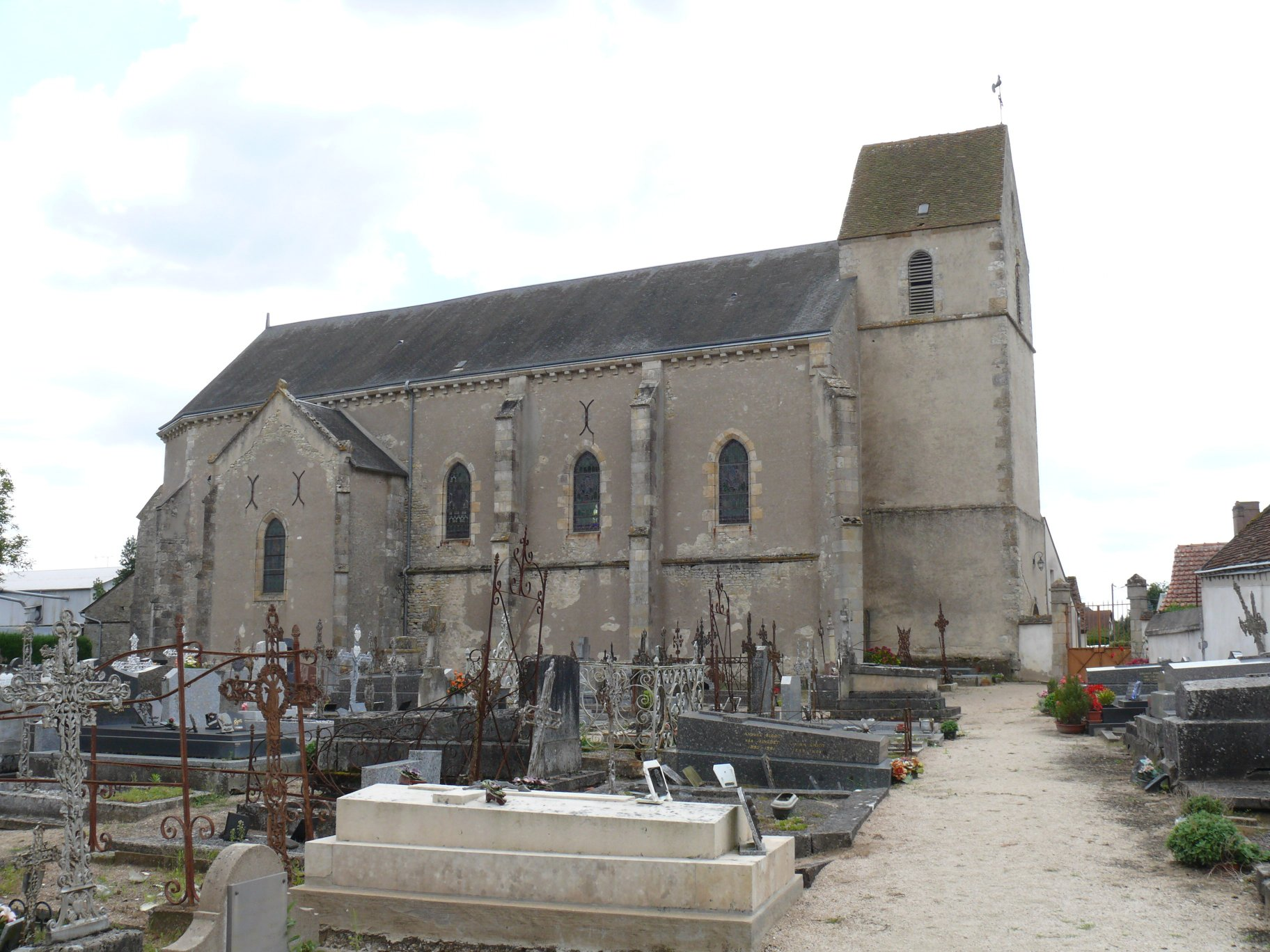
Kirche Notre-Dame

- Kirche Notre-Dame